# أرتور سيمينوف
أرتور سيمينوف هو لاعب كرة قدم بيلاروسي في مركز حراسة المرمى، ولد في 21 أكتوبر 1994 في فيتيبسك في بيلاروس. لعب مع غرانيت ميكاشيفيتشي ونادي نافتان نوفوبولوتسك.

## وصلات خارجية
- أرتور سيمينوف على موقع قاعدة بيانات كرة القدم.إي يو (الإنجليزية)
- أرتور سيمينوف على موقع Soccerway.com (الإنجليزية)